# 有馬則頼
有馬 則頼（ありま のりより）は、戦国時代から安土桃山時代にかけての武将・大名。摂津国三田藩主。有馬重則の二男。

## 生涯
天文2年（1533年）、播磨国三津田城（満田城）で誕生した。永禄年間に家督を継承し、三好長慶や別所長治に従う。
天正8年（1580年）、羽柴秀吉が織田信長の命を受けて中国攻めを開始すると、その嚮導役を務めて戦功があり、秀吉から播磨淡河3200石を与えられた。
天正12年（1584年）には小牧・長久手の戦いにおいて長男・則氏を失っている。その後も九州平定、朝鮮出兵などに参加し、いずれも功を挙げた。豊臣氏による伏見城築城にも功績があり、1万5000石まで加増されている。なお、次男・豊氏も秀吉に仕えており、父とは独立して所領を得ている。
則頼は茶人としても高名であり、秀吉に御伽衆（相伴衆）として仕えた。薙髪後は刑部卿法印を称し、同様に御伽衆を務めた金森長近（法印素玄）・徳永寿昌（式部卿法印）と共に「三法師」と称された。
秀吉の死後は子の豊氏と共に徳川家康に接近し、慶長5年（1600年）の関ヶ原の戦いでは東軍に与して本戦に参戦した。その功により慶長6年（1601年）1月18日、1万石を加増され、摂津有馬氏縁故の地である摂津有馬郡三田2万石に転封となり、三田藩を立藩している。
慶長7年（1602年）7月28日、三田において70歳で死去。淡河の天正寺に葬られた。遺領は丹波国福知山藩主となっていた次男の豊氏が継承した。
豊氏は、のちに大坂の陣の軍功により久留米藩初代藩主となっている。

## 逸話
- 清洲会議の際のエピソードとして以下が伝えられている。会議に際して柴田勝家らは秀吉を害しようとしたが、遅れてきた則頼が城門を押し通り、秀吉の側にあって護衛にあたった。秀吉はこれを徳として則頼を厚遇したという[1]。
- 秀吉はしばしば則頼の大坂屋敷の茶席に臨み、附藻茄子茶入や牧谿の画軸など、さまざまな名品を与えた[1]。
- 文禄年間（1592年 - 1596年）、秀吉が徳川家康を伏見に留めて江戸に帰さなかったことがあり、家康の依頼によって則頼がその帰国のために取り計らったことが、家康との接近の契機になった[1]。『寛政重修諸家譜』によれば、その後再度上洛した家康は則頼に紅粉屋肩衝茶入を贈っている[2]。

## 系譜
父母
- 父：有馬重則
- 母：細川夫人（細川澄元の娘）

配偶者
- 正室：振（梅窓院）

別所志摩守忠治の娘。天正16年（1588年）没。淡河の長松寺に葬られた（のちに久留米梅林寺に改葬）。
子女
正室梅窓院との間に四男五女があったという。『寛政重修諸家譜』は四男四女を記し、則氏・豊氏と女子4人を梅窓院の子、則次・豊長を庶子とする。
- 長男：有馬則氏
- 二男：有馬豊氏（久留米藩初代藩主）
- 三男：有馬則次
九郎次郎[2]。早世した[1]。
- 四男：有馬豊長（江戸幕府旗本・旗本寄合席）
- 女子：有馬重頼室、
- 女子：渡瀬繁詮正室、
- 女子：石野氏満正室、
- 女子：中山慶親室

## 登場作品
- 徳川家康（NHK大河ドラマ、1983年、演：宮沢元）